# Terkel Kleve
 Der er flere personer med dette navn, se Terkel Klevenfeldt.
Terkel Kleve (1743 – 5. december 1797 i Birkerød) var kobberstikker og søn af magister Ole Kleve.
Terkel Kleves fader var residerende kapellan ved Vor Frue Kirke. Da magister Ole Kleve i 1749 afskedigedes fra sit embede i Århus, tog farbroderen sig af Kleve og hans 4 søskende. Kleve blev sat ind i artilleriet, hvor han tjente som underfyrværker, da Christian 7. blev gjort opmærksom på ham og gav ham mundtligt tilsagn om befordring. 1769 forfremmedes da også Kleve til undersekondløjtnant i artilleriet, blev 1770 virkelig sekondløjtnant og 1774 premierløjtnant. Han havde imidlertid med iver kastet sig over kobberstikkeriet, særlig den franske crayon-manér, og efter denne selv lært sig en såkaldt «akademisk Tegnemanér», som han mente havde en fremtid for sig. Dette blev dog ikke tilfældet; Kleves stik i hans akademiske manér lignede finere udførte kul- eller kridttegninger, de indbragte ham vel Landhusholdningsselskabets mindre guldmedalje (1777) og skaffede hans navn plads i Ove Mallings Store og gode Handlinger..., men som egentlig kobberstikkerkunst blev de næppe taget alvorlig her, hvor vi havde Preisler og Clemens. For at Kleve helt kunne hellige sig til "Gravuren", meddelte kongen ham imidlertid 1779 afsked af militærtjenesten og gav ham en lille årlig gage og titel af professor. Kleves ønske om at blive medlem af Kunstakademiet kunne dette ikke tages til følge. Hans arbejder i kridtmaneren var ikke få; nævnes kan hans velynderske enkedronning Juliane Maries og skuespillerinden Caroline Walters portrætter, begge efter Høyer. På sine gamle dage lagde han sin manér på hylden og stak for Speciesbanken. Kleve havde 17. juni 1779 ægtet Else Johanne Frimodt, datter af justitsråd og auktionsdirektør Joh. Frimodt og Elisabeth Margrete født Drewsen (d. 1801), hun døde barnløs 23. april 1796. Kleve selv døde i Birkerød 5. december 1797 (begravet på Søllerød Kirkegård).